# Moulin et musée rural du Steenmeulen de Terdeghem
Le Moulin et musée rural du Steenmeulen est situé à Terdeghem dans le département du Nord.

## Historique

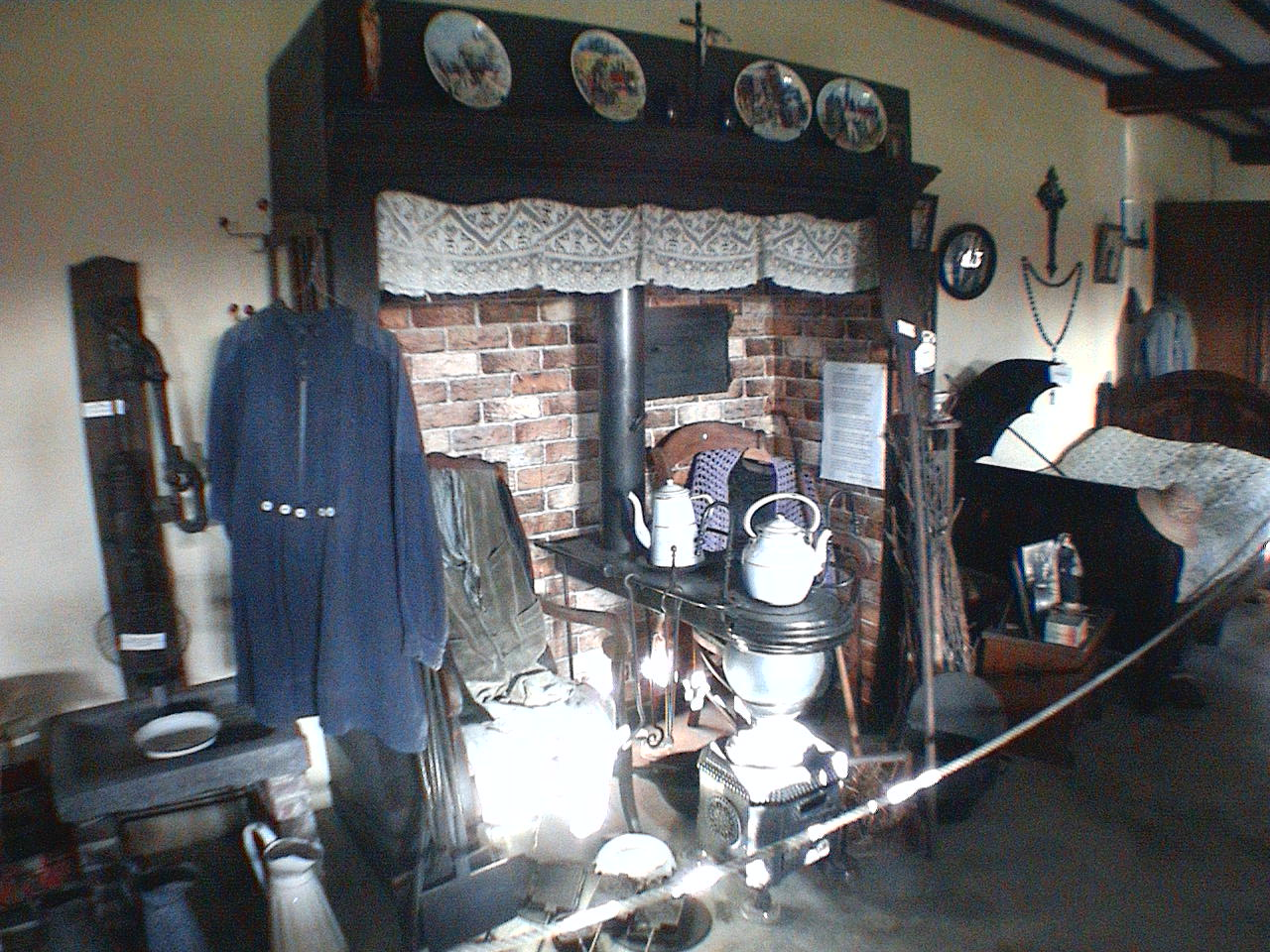
Reconstitution d'un intérieur flamand

Le moulin actuel a été érigé en 1864, prenant la place d'un ancien moulin à pivot dont les vents forts ont eu raison avec le temps.

## Collections
Le moulin et musée rural du Steenmeulen de Terdeghem regroupe des machines anciennes toutes en parfait état de fonctionnement. Elles utilisent diverses formes d'énergie : cheval, vapeur, gaz pauvre, pétrole... témoignant de l'ingéniosité de l'homme. Une houblonnière  reconstituée représente la vie et l'artisanat en Flandres au XIXe siècle